# Johannes IV. von Sachsen-Lauenburg

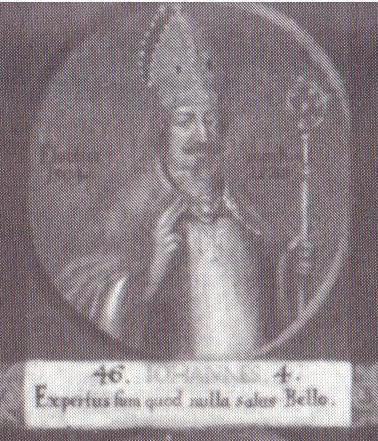
Johannes IV. als 46. Bischof von Hildesheim auf einem Gemälde mit Medaillondarstellungen aller Hildesheimer Bischöfe bis zum Ende des 18. Jahrhunderts; lateinische Inschrift: „Ich habe erfahren, dass im Krieg kein Heil liegt.“

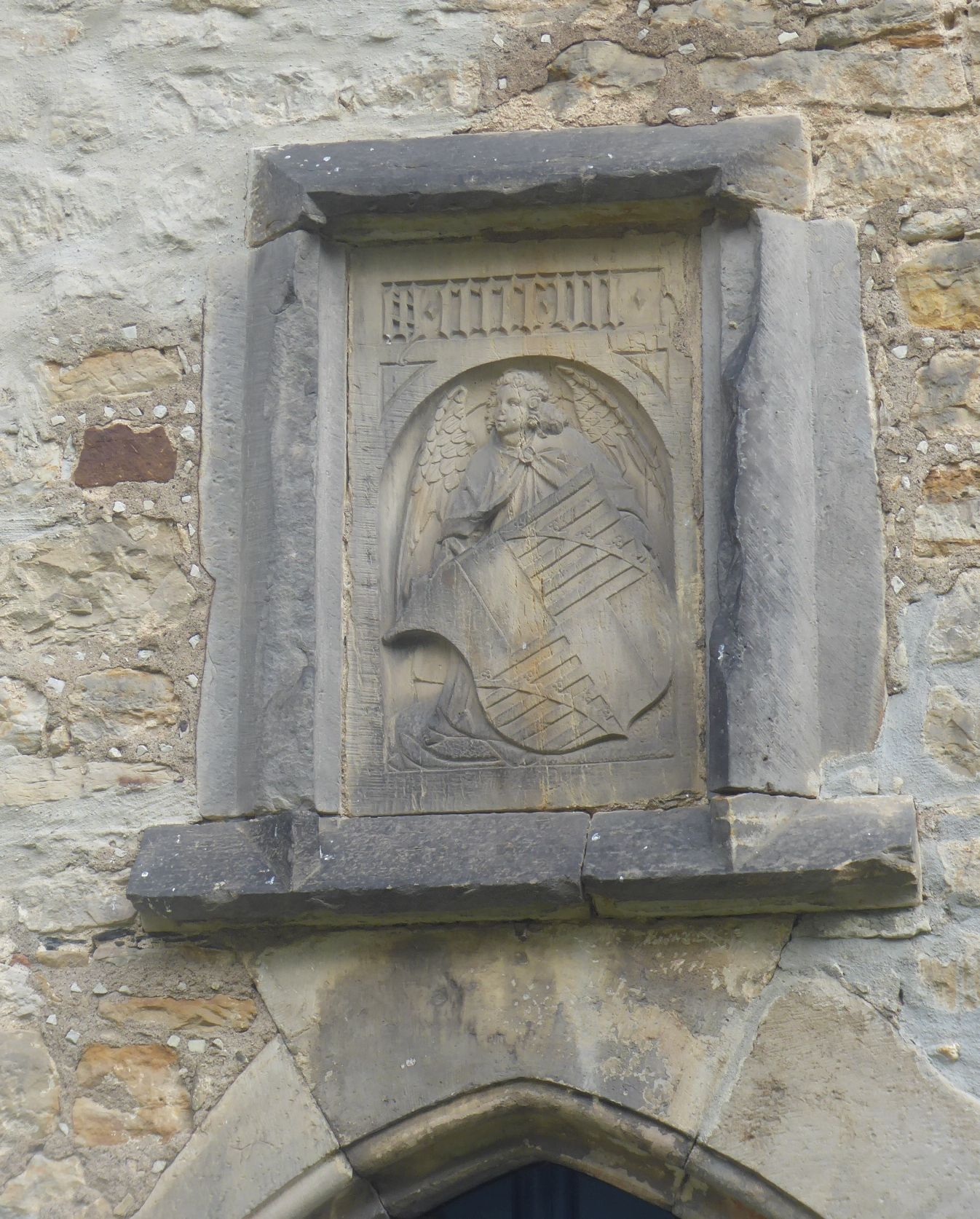
Wappen von 1507 von Johannes IV. über dem Südportal der St. Magdalenenkapelle auf Gut Steuerwald bei Hildesheim

Johannes IV. von Sachsen-Lauenburg (* 1483 (?); † 20. November 1547) war ein Bischof von Hildesheim.
Der Sohn des Herzogs Johann IV. von Sachsen-Lauenburg aus dem Hause der Askanier wurde, nachdem sein Bruder und Amtsvorgänger Erich 1503 zu seinen Gunsten resigniert hatte, zum Bischof von Hildesheim gewählt.
1504 nach der Wahlbestätigung durch Papst Julius II. trat Johannes die Herrschaft im Stift an. Am 28. Januar 1506 erhielt der Bischof von der Ständeversammlung die Einwilligung zur Erhebung der Landbede, einer Steuer.
Bei seinen Versuchen, den Herrschaftsbereich, das Hochstift, auszuweiten, stieß er immer wieder mit den Herzögen von Braunschweig-Lüneburg zusammen. Auch im Innern kam es zu Konflikten mit der Stadt Hildesheim und dem selbstbewussten Stiftsadel. Das Bistum Hildesheim wurde immer mehr verschuldet.
Johannes IV. versuchte die bischöfliche Landeshoheit im Hochstift Hildesheim wieder zu konsolidieren. In wenigen Jahren gelang es ihm so viel zu sparen, dass er die verpfändeten Schlösser und Güter von den Stiftsadligen zurücklösen konnte. Diese verweigerten die Annahme der Einlösesumme. Erst 1518 wurden Johannes die Regalien durch Kaiser Maximilian verliehen.
Er ist die Hauptfigur bei der Hildesheimer Stiftsfehde. Bischof Johann von Hildesheim fand Asyl bei Kurfürst Joachim von Brandenburg und hoffte vergeblich auf seine Wiedereinsetzung. Im Sommer 1527 trat er zurück und ging, von der Reichsacht befreit, als Domherr nach Ratzeburg, wo er 1547 starb.